# Per Johns
Per Johns (Rio de Janeiro, 7 de dezembro de 1933 – Teresópolis, 5 de abril de 2017) foi um escritor e tradutor brasileiro de origem dinamarquesa.

## Biografia
Com pais dinamarqueses que se radicaram no Brasil em 1922, foi criado por duas culturas e de forma bilíngue. É nesse ponto que o ensaísta, romancista, ficcionista, tradutor e poeta Per Johns encontrou sua voz. Antes de se dedicar a carreira literária, Per (que se formou em direito na antiga Faculdade do Distrito Federal (catete), trabalhou em empresas industriais, comerciais e de serviços. Teve sua própria firma de consultoria empresarial (racionalização do trabalho, direito comercial, economia e finanças) em São Paulo, onde residiu de 1962 a 1970. Johns também colaborou como crítico literário para diversos órgãos de imprensa no Brasil e na Dinamarca, em especial para O Globo (regularmente de 1977 a 1981 e, depois, esporadicamente) e O Estado de S.Paulo, no Suplemento de Cultura, ao tempo em que foi dirigido por Nilo Scalzo. Dono de uma prosa literária única, ele publicou seu primeiro romance em 1977, intitulado A revolução de Deus, pela editora Nórdica.
No total publicou sete romances e um livro de ensaios (Dionisio Crucificado, 2005, pela editora Topbooks), além de diversas publicações no exterior, em dinamarquês, italiano e norueguês e escreveu diversos prefácios e posfácios. Traduziu diversos contos de Hans Christian Andersen para a Editora Kuarup, Isak Dinesen de Karen Blixen e diversos textos e obras de Henrik Stangerup e Ingmar Bergman. Algumas das suas obras foram publicadas na Dinamarca, como As aves de Cassandra e Sonâmbulos, Amotinados, Predadores.
Per Johns participou de diversas conferências, no Brasil e no mundo. É membro titular do PEN Clube do Brasil, admitido em 1983 na vaga de Aquino Furtado, recebido por Mário da Silva Brito.
Em 2006 recebeu o prêmio de Ensaio, Crítica e História literária pelo livro Dionisio Crucificado da Academia Brasileira de Letras.
Morava com a esposa Norma na região serrana do Rio de Janeiro, onde faleceu em 2017.

## Obra

### No Brasil
- A revolução de Deus, 1977 (romance), Ed. Nórdica, Rio de Janeiro,
- Morte na rodovia Galileo Galilei, 1978 (romance), Ed. Civilização Brasileira, Rio de Janeiro.
- Sonâmbulos, Amotinados, Predadores, 1980 (contos), Ed. Nórdica, Rio de Janeiro. Versão dinamarquesa: Myredronningen, Ed. Centrum. Copenhague, 1982.
- As aves de Cassandra, 1990 (romance), Ed. José Olympio, Rio de Janeiro. Versão dinamarquesa: Cassandras Fugle, Ed. Centrum, Copenhague, 1994.
- Cemitérios marinhos às vezes são festivos, 1995 (romance), Topbooks, Rio de Janeiro. Versão dinamarquesa: Kierkegaarde ved havet er indimellem festlige, Ed. Centrum, Copenhague, 1999.
- Navegante de opereta, 1998 (romance), Ed. Record, Rio de Janeiro. O capítulo intitulado Moisés saiu no número especial do Jornal da Tarde O Natal em Dez Mandamentos, em 23/12/95, representando o mandamento Não tomar seu santo nome em vão, coordenado por José Paulo Paes.
- Dioniso crucificado, 2005 (ensaios), Topbooks, Rio de Janeiro. Os ensaios “Dioniso crucificado” e “Viagem alma adentro” foram publicados em separata na Revista Brasileira, da Academia Brasileira de Letras, respectivamente nos nrs. 34 (2003) e 38 (2004). E ainda, “Dioniso crucificado”, “Realismo fantástico e floração ecológica” e “Prometeu no jardim do Éden” na revista eletrônica Agulha, respectivamente nos números 49 (janeiro de 2006), 51 (maio/junho de 2006) e 53 (setembro/outubro de 2006).
- Hotéis à Beira da Noite, 2010 (romance), Tessitura Editora, Belo Horizonte.

### No exterior
- Moderne Brasiliansk Literatur (Literatura brasileira contemporânea, alguns enfoques), ensaio, in Litteratur i Latinamerika, Ed. Gad, Copenhague, 1985.
- Dr. Basto Bastos og Kommandant Agamemnon (versão norueguesa do conto Dr. Basto Bastos e Comandante Agamenon), Kontinent Skandinavia, Dreyer, Oslo, nr. 1/81,1981.
- Gli allogeni (versão italiana do conto Os alienígenas), Fiera, Roma, julho/agosto 1986.

### Traduções
- Antes e Depois (ensaio), de Gösta Ehrensvärd, Ed. Nórdica, Rio, 1977.
- Gritos e Sussurros, A hora do lobo e A hora do amor (três roteiros), de lngmar Bergman, Ed. Nórdica, Rio, 1977.
- O ovo da serpente, (roteiro), de Ingmar Bergman, Ed. Nórdica, Rio, 1978.
- Sete novelas fantásticas (novelas), de Isak Dinesen, Ed. Civilização Brasileira, Rio, 1978.
- A fazenda africana (memórias), de lsak Dinesen, Ed. Civilização Brasileira, Rio, 1978.
- O homem que queria ser culpado (romance), de Henrik Stangerup, Ed. Nórdica, Rio, 1980.
- Panorama da literatura dinamarquesa (antologia), de Billeskov Jansen e Richard Wagner Hansen, Ed. Nórdica, Rio, 1981.
- Lagoa Santa: vidas e ossadas (romance), de Henrik Stangerup, Ed. Nórdica, 1981. Segunda edição com o título Na trilha de Lagoa Santa, Ed. Record, Rio, 1999.
- O sino (conto), de Hans Christian Andersen, Ed. Kuarup, Porto Alegre, 1993.
- O persistente soldadinho de chumbo (conto), de Hans Christian Andersen, Ed. Kuarup, Porto Alegre, 1994.
- A sombra (conto), de Hans Christian Andersen, Ed. Kuarup, Porto Alegre, 1994.
- A pequena sereia (conto), de Hans Christian Andersen, Ed. Kuarup, Porto Alegre, 1994.
- Nicolau pequeno e Nicolau grande (conto), de Hans Christian Andersen, Ed. Kuarup, Porto Alegre, 1998.
- A princesa e o grão de ervilha (conto) e Vista de minha janela (relato de viagem), de Hans Christian Andersen, in “Mosaico de histórias – uma antologia do conto europeu”, organizado por Munira H. Mutran, Associação Editorial Humanitas, S.Paulo, 2004.
- A pastora e o limpador de chaminés e A colina dos elfos  (dois contos) saíram no Portal Hans Christian Andersen (internet), por ocasião do bicentenário em 2005.